# 아메리칸 크라임 (영화)
아메리칸 크라임(An American Crime)은 미국에서 제작된 토미 오하버 감독의 2007년 범죄, 드라마 영화이다. 캐서린 키너 등이 주연으로 출연하였고 조셀린 하예스 등이 제작에 참여하였다.

## 출연

### 주연
- 캐서린 키너
- 엘리엇 페이지
- 제임스 프랭코
- 브래드리 휘트포드
- 아리 그레이너
- 닉 서시
- 마이클 오키프
- 로미 로즈몬트

### 조연
- 제레미 섬터
- 에반 피터스

## 제작진
- 공동제작: 한스 C. 리터
- 미술: 나단 아몬드슨
- 세트: 리사 알코퍼
- 의상: 엘릭스 헤스터
- 배역: 앤야 콜로프
- 배역: 주디 쿡
- 배역: 에이미 맥킨타이어 브릿
- 배역: 마이클 V. 니콜